# Tally Hall
Pour l’article homonyme, voir Tally Hall (groupe de musique).
Tally Hall est un joueur de soccer américain né le 12 mai 1985 à SeaTac. Il évolue au poste de gardien de but.

## Biographie

### Parcours universitaire
Né à SeaTac, dans l'État du Washington, Hall rejointe la Gig Harbor High School, et devient important dans l'effectif des Aztecs de l'Université d'État de San Diego. Il est reçoit diverses récompenses au cours de son parcours à l'université. Durant sa dernière année universitaire, Hall joue aussi dans l'équipe des Boulder Rapids Reserve, évoluant en Premier Development League.

### Parcours professionnel

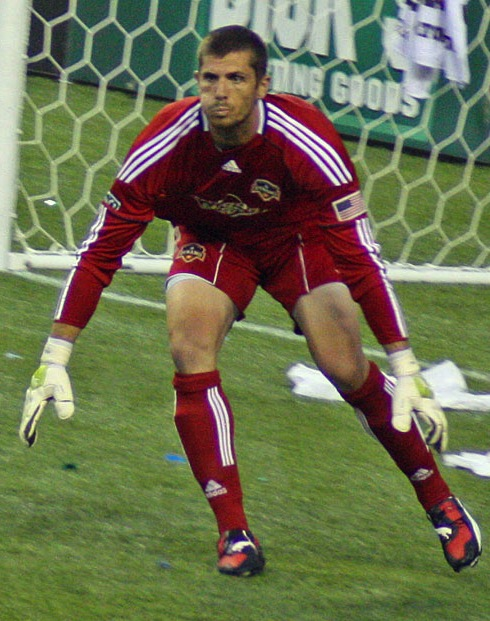
Hall pour le Dynamo contre les Seattle Sounders en août 2010.

Hall est drafté par les Los Angeles Galaxy lors du quatrième tour de la MLS SuperDraft de 2007 mais préfère signer avec le club danois de Esbjerg fB. Toutefois, au cours de son passage au Danemark, il ne participe à aucune rencontre en deux années.
Hall retourne alors aux États-Unis début 2009 et signe avec le Houston Dynamo. Il participe à sa première rencontre pour le Dynamo le 1er juillet 2009 à l'occasion d'une rencontre comptant pour le troisième tour de la Lamar Hunt US Open Cup contre les Austin Aztex qui évoluent en USL-1. Il participe également à la victoire 4-0 en quart de finale contre les Charleston Battery.
Le 23 octobre 2009, il entre dans l'histoire de la MLS en devenant le second gardien du championnat à inscrire un but en Ligue des champions de la CONCACAF 2009-2010 contre Isidro Metapán. Il fait ses débuts en MLS contre le DC United. Il est également nommé dans l'équipe All-Star de la MLS en 2011 et commence la rencontre contre Manchester United.
Après six saisons à Houston, Tally rejoint Orlando City SC, en décembre 2014, en échange d'une allocation monétaire ainsi que d'une place pour un joueur international pendant deux ans.

### International
Hall s'est entraîné avec l'équipe des États-Unis de moins de 23 ans, mais n'a jamais participé à la moindre rencontre avec la sélection. Il est également appelé en équipe première à l'été 2013 pour les rencontres amicales contre la Belgique et l'Allemagne mais n'entre pas en jeu.

## Statistiques
| Saison                | Club                  | Championnat           | Championnat | Championnat | Coupe(s) nationale(s) | Coupe(s) nationale(s) | Compétition(s) continentale(s) | Compétition(s) continentale(s) | Compétition(s) continentale(s) | SuperLiga | SuperLiga | Play-offs | Play-offs | Total | Total |
| Saison                | Club                  | Division              | M.          | B.          | M.                    | B.                    | Comp.                          | M.                             | B.                             | M.        | B.        | M.        | B.        | M.    | B.    |
| 2007                  | Esbjerg fB            | Superligaen           | 0           | 0           | 0                     | 0                     | -                              | -                              | -                              | -         | -         | -         | -         | 0     | 0     |
| 2007-2008             | Esbjerg fB            | Superligaen           | 0           | 0           | 0                     | 0                     | -                              | -                              | -                              | -         | -         | -         | -         | 0     | 0     |
| 2008-2009             | Esbjerg fB            | Superligaen           | 0           | 0           | 0                     | 0                     | -                              | -                              | -                              | -         | -         | -         | -         | 0     | 0     |
| Sous-total            | Sous-total            | Sous-total            | 0           | 0           | 0                     | 0                     | -                              | 0                              | 0                              | -         | -         | -         | -         | 0     | 0     |
| 2009                  | Houston Dynamo        | MLS                   | 0           | 0           | 3                     | 0                     | LCC                            | 4                              | 1                              | -         | -         | 0         | 0         | 7     | 1     |
| 2010                  | Houston Dynamo        | MLS                   | 5           | 0           | 2                     | 0                     | -                              | -                              | -                              | 4         | 0         | -         | -         | 11    | 0     |
| 2011                  | Houston Dynamo        | MLS                   | 34          | 0           | 0                     | 0                     | -                              | -                              | -                              | -         | -         | 4         | 0         | 38    | 0     |
| 2012                  | Houston Dynamo        | MLS                   | 33          | 0           | 0                     | 0                     | -                              | -                              | -                              | -         | -         | 6         | 0         | 39    | 0     |
| 2013                  | Houston Dynamo        | MLS                   | 34          | 0           | 0                     | 0                     | LCC+LCC                        | 2+2                            | 0+0                            | -         | -         | 5         | 0         | 43    | 0     |
| 2014                  | Houston Dynamo        | MLS                   | 24          | 0           | 2                     | 0                     | -                              | -                              | -                              | -         | -         | -         | -         | 26    | 0     |
| Sous-total            | Sous-total            | Sous-total            | 130         | 0           | 7                     | 0                     | -                              | 8                              | 1                              | 4         | 0         | 15        | 0         | 164   | 1     |
| 2015                  | Orlando City SC       | MLS                   | 23          | 0           | 2                     | 0                     | -                              | -                              | -                              | -         | -         | -         | -         | 25    | 0     |
| Sous-total            | Sous-total            | Sous-total            | 23          | 0           | 2                     | 0                     | -                              | -                              | -                              | -         | -         | -         | -         | 25    | 0     |
| 2016                  | DC United             | MLS                   | 0           | 0           | 0                     | 0                     | -                              | -                              | -                              | -         | -         | -         | -         | 0     | 0     |
| Sous-total            | Sous-total            | Sous-total            | 0           | 0           | 0                     | 0                     | -                              | -                              | -                              | -         | -         | -         | -         | 0     | 0     |
| Total sur la carrière | Total sur la carrière | Total sur la carrière | 153         | 0           | 9                     | 0                     | -                              | 8                              | 1                              | 4         | 0         | 15        | 0         | 189   | 1     |